# Die tote Stadt (D’Annunzio)
Die tote Stadt (Original La città morta) ist eine Tragödie in fünf Akten von Gabriele D’Annunzio von 1896.

## Werkgeschichte
Der italienische symbolistische Dichter Gabriele D’Annunzio weilte 1895 in Griechenland. Dort entwickelte er wahrscheinlich die Idee zu seinem ersten Drama. 1896 stellte er es in Italien fertig.
D’Annunzio wollte eine Uraufführung in Frankreich, da er glaubte, dort auf eine größere Resonanz zu treffen. Dafür wählte er die französische Schauspielerin Sarah Bernhardt für die Hauptrolle aus und nicht seine Geliebte Eleonora Duse, für die er die Rolle eigentlich geschrieben hatte. Diese war darüber verärgert, war dann aber bei der italienischen Erstaufführung 1901 beteiligt und engagierte sich danach für die Popularisierung dieses und anderer Werke von D’Annunzio.

## Inhalt

### Rollen
- Alessandro
- Leonardo
- Anna
- Bianca Maria
- Die Amme (la nutrice)

### Handlung
Die Handlung spielt im Ausgrabungsfeld von Mykene in der Gegenwart.
Das Stück beginnt mit einer Rezitation aus der Antigone von Sophokles durch Maria Bianca.
Der Archäologe Leonardo gräbt in Mykene nach den Überresten der Atriden. Er liebt seine Schwester Bianca Maria mehr, als er ertragen kann. Diese wird auch von seinem Freund Alessandro umworben und begehrt. Dessen blinde Frau Anna weiß dies und erträgt es. Leonardo öffnet dreizehn Königsgräber und findet den sagenhaften Agamemnon und Kassandra unversehrt und in Gold gehüllt. Er bekommt den Eindruck, dass deren historische Taten von ihm Besitz ergreifen. Daraufhin ertränkt er seine Schwester Bianca Maria, damit er unter seinem Begehren nicht mehr leiden muss.
Die blinde Anna findet die Tote und wird sehend.

## Bewertung
Gabriele D’Annunzio lehnt sich bei diesem Drama an die antiken Tragödien um  Antigone, Iphigenie und Kassandra an. Er ist dabei beeinflusst von den herausragenden  Funden Heinrich Schliemanns in Griechenland, ebenso wie von Nietzsches Die Geburt der Tragödie und zeitgenössischen symbolistischen Dichtern wie Maurice Maeterlinck.
Das Drama ist in einem sehr pathetischen und stark lyrischen Ton gehalten, der einerseits eine besondere Atmosphäre hervorruft, andererseits aber auf den Zuschauer oft übersteigert wirkt.
In Deutschland waren die Reaktionen auf dieses Stück zwar grundsätzlich akzeptierend, aber insgesamt zurückhaltend.

## Theateraufführungen
Das Drama Die tote Stadt wurde in Italien, Deutschland und weiteren Ländern einige Male aufgeführt, ist in der Gegenwart aber nur selten auf Spielplänen zu finden. Verfilmungen und Hörspiele sind nicht bekannt.
- Januar 1898 Théâtre de la Renaissance Paris, mit Sarah Bernhardt, Uraufführung
- 21. März 1901 Teatro Lirico Mailand, mit Eleonora Duse, italienische Erstaufführung
- 26. Januar 1902 Neues Theater Berlin, durch Lessinggesellschaft, Regie Hans Oberländer, mit Rosa Bertens, Sophie Wachter, Hermann Boettcher, Max Pohl, wahrscheinlich deutsche Erstaufführung[2][3][4]
- 5. April 1902 Raimund-Theater Wien, Gastspiel Eleonora Duse und Schauspielgesellschaft in italienischer Sprache[5]
- 4. (?) Januar 1903 Stadttheater Lübeck, Gastspiel aus Berlin, mit Rosa Bertens, Margarerhe Walther[6]
- 4. Februar 1903 Bürgerhaus Pernau, Estland, Gastspiel von Gustav Lindemann und Schauspielgesellschaft in deutscher Sprache[7]
- 10. März 1903 Münchner Schauspielhaus, mit Emil Lind[8]
- 1903 oder 1904 Neues Theater St. Petersburg, mit Lydia Jaworskaja
- 1. Oktober 1910, Schauspielhaus Düsseldorf, Gastspiel Gustav Lindemann, auch 3., 7., 19. Oktober
- 22. September 2020 Teatro Goldoni Venedig, 48. Biennale Teatro, Regie Leonardo Lidi[9]

## Textausgaben
- La città morta, 1896, italienische Erstausgabe PDF Intranet

- Die tote Stadt, übersetzt von Linda von Lützow, S. Fischer Berlin, 1902, weitere Auflagen, einzige deutsche Übersetzung kurzer Auszug[10]